# إلمر هالسي
إلمر هالسي هو سياسي أمريكي، ولد في يناير 1861 في نيوجيرسي في الولايات المتحدة، وتوفي في 12 مارس 1943 في كلاركستون في الولايات المتحدة. نشط حزبياً في الحزب الجمهوري. وقد انتخب عضو مجلس نواب واشنطن ‏.